# Hell Target
«Hell Target» (яп. ヘル・ターゲット Хэру Тагэтто, «Цель ада») — короткометражная аниме-OVA, выпущенная Victor Entertainment только на VHS в 1987 году. Как и Roots Search, история основана на фильме «Чужие».
Художником-постановщиком выступил Икэда Сигэми, известный по таким сериалам, как «Уроцукидодзи. Легенда о сверхдемоне», Bubblegum Crisis, Bastard!!, «Василиск: Манускрипт ниндзя Кога», «Странники», «Афросамурай» и медиафраншизе Gundam.

## Сюжет
Возле неисследованного газового гиганта Инферно-2 пропал космический корабль. На поиски отправлена интернациональная спасательная группа из СССР, США и Японии. Поисковая экспедиция находит исчезнувшее судно, но вся его команда погибла. Высадившихся атакует неизвестный инопланетный вирус. Нечто порабощает человеческий разум, а потом убивает одного за другим разными способами, в том числе галлюцинациями, от зомби до огромных монстров и валькирий из скандинавских мифов. Существо принимало любые формы и размеры, никто не понимал, что происходит и откуда всё это взялось.
Последнему выжившему Макуро Китазато чудовище объясняет на экране монитора, что люди — всего лишь пешки, а цель ада — Земля. И теперь нечисти известно, где находится планета. Но сначала они повеселятся с новой спасательной экспедицией.

## В ролях
| Персонажи       | Сэйю              |
| --------------- | ----------------- |
| Ханс Крюгер     | Кацуносукэ Хори   |
| Макуро Китазато | Акира Мураяма     |
| Тики Кармак     | Суми Симамото     |
| Эйлер Треянов   | Коити Тиба        |
| Мэрил Браун     | Гара Такасима     |
| Гарри Говард    | Хиротака Судзуоки |
| Жан Мияура      | Канэто Сиодзава   |
| Рико Фернандес  | Икуя Саваки       |
| Чан Ли          | Синго Хиромори    |
| Разведчик       | Нобуо Тобита      |
| Солдат          | Хидэюки Умэдзу    |

## Музыка
| №   | Название                        | Длительность |
| --- | ------------------------------- | ------------ |
| 1.  | «Nightmare»                     | 2:23         |
| 2.  | «Hell»                          | 2:06         |
| 3.  | «Resting Moment»                | 2:25         |
| 4.  | «Mummy Scene»                   | 2:42         |
| 5.  | «Hard Winter»                   | 2:51         |
| 6.  | «Container of Terror»           | 1:15         |
| 7.  | «Lovers»                        | 1:31         |
| 8.  | «Doctor Yuura's Conclusion»     | 0:58         |
| 9.  | «Zombie II»                     | 1:18         |
| 10. | «Valkyrie's Shining Field»      | 3:19         |
| 11. | «To the Loved Ones»             | 1:10         |
| 12. | «Appearance of Demon»           | 2:28         |
| 13. | «Hell Belt»                     | 1:50         |
| 14. | «Farewell My Dear ~Adios Amor~» | 4:39         |

Закрывающая композиция:
1. Farewell My Dear ~Adios Amor~, исполненная Rosa Bianca. Музыка и аранжировка — Мики Бинго[4], слова — Кономи Ран.

## Отзывы
Сайт CBR включил Hell Target в список 10 самых худших аниме в жанре ужасов на основании рейтинга MyAnimeList, отдав 8 место (4.75). Это фильм категории B для тех, кто наслаждается сочетанием бессмысленного насилия и ужасных монстров с почти отсутствующим или несуществующим сюжетом. Он приводит в восторг от особенно зрелищной кровавости и физики, ломающей и разрывающей конечности. Такова судьба незадачливой космической команды.